# Delville Wood Cemetery
Delville Wood Cemetery is een Britse militaire begraafplaats met gesneuvelden uit de Eerste Wereldoorlog, gelegen in de Franse in de gemeente Longueval in het Franse departement Somme in de regio Hauts-de-France. De begraafplaats ligt 630 m ten oosten van het dorpscentrum. Ze werd ontworpen door Herbert Baker en heeft een rechthoekige vorm, omgeven door een natuurstenen muur aan de oostelijke en straatzijde en door een haag aan de andere zijden. Direct bij de toegang staat het Cross of Sacrifice en centraal de Stone of Remembrance. Achteraan, centraal aan de zuidelijke zijde staan twee kubusvormige schuilruimtes met zuilen. De begraafplaats wordt onderhouden door de Commonwealth War Graves Commission.
Er liggen 5.523 doden waarvan 3.593 niet meer geïdentificeerd konden worden. Hierdoor is ze op twee na de grootste begraafplaats in het departement Somme. Vrijwel alle soldaten die hier begraven zijn vielen tijdens de Slag aan de Somme in de periode juli-september 1916. Het hoge aantal niet geïdentificeerde graven is te verklaren door de lange periode tussen het sneuvelen en de ruiming van de lichamen uit het slagveld naar de begraafplaats.
Tegenover de begraafplaats bevindt zich het Delville Wood South African National Memorial, het nationale monument voor de gevallen Zuid-Afrikanen.

## Geschiedenis
Het Delvillebos (Delville Wood) is een bos van ongeveer 1 km² groot net ten oosten van Longueval.  Een groot deel van het dorp werd op 14 juli 1916 door de 9th (Scottish) Division ingenomen en de South African Brigade veroverde het grootste deel van het bos. De zes Zuid-Afrikaanse bataljons vochten zes dagen lang onophoudelijk en leden zware verliezen waardoor ze op 20 juli slechts met een handvol overlevenden terugkeerden. De 2nd Division nam op 27 juli het bos opnieuw in en behield het tot op 4 augustus de 17th Division hen afloste. Uiteindelijk werd in het bos en de omgeving tijdens de derde week van augustus elke Duitse weerstand door de 14th (Light) Division uitgeschakeld. Het bos bleef tot eind april 1918 in hun handen tot het gedurende het Duitse lenteoffensief terug in vijandelijke handen viel. De 38th (Welsh) Division kon het gebied op 28 augustus 1918 definitief heroveren.
De begraafplaats werd na de wapenstilstand aangelegd door concentratie van de gesneuvelden uit de omliggende slagvelden en enkele kleinere begraafplaatsen. Deze begraafplaatsen waren: Angle Wood Cemetery in Ginchy, Battery Copse Cemetery en Ferme-Rouge French Military Cemetery in Curlu, Bazentin-le-Petit German Cemetery in Bazentin-le-Petit, Coucelette Communal Cemetery Extension in Courcelette, Guillemont German Cemetery No.1 in Guillemont, Lone Ridge Cemetery in Longueval, Maricourt (de la cote) German Cemetery in Maricourt, Martinpuich German Cemetery No.1 en Martinpuich German Cemetery No.2 in Martinpuich.
Er worden 5.242 Britten, 29 Canadezen, 81 Australiërs, 19 Nieuw-Zeelanders en 152 Zuid-Afrikanen herdacht. Voor 26 Britten en 1 Zuid-Afrikaan werden Special Memorials opgericht omdat hun graven niet meer gevonden werden en men aanneemt dat ze zich onder de naamloze zerken bevinden. Voor 3 Britten die oorspronkelijk in Courcelette Communal Cemetery begraven waren werd ook een Special Memorial opgericht omdat hun graven door artillerievuur werden vernietigd en niet meer teruggevonden werden.

## Graven

### Onderscheiden militairen
- Albert Gill, sergeant bij het 1st Bn. King's Royal Rifle Corps, ontving het Victoria Cross (VC). Op 27 juli 1916 was zijn peloton in een hevige strijd verwikkeld met de vijand waarbij hij op moedige wijze zijn peloton kon hergroeperen en de verdediging organiseren waardoor zij hun stelling konden behouden. Hij sneuvelde hierbij in de leeftijd van 36 jaar.
- Herbert Philip Gordon Cochran, luitenant-kolonel bij het Middlesex Regiment werd onderscheiden met de Distinguished Service Order (DSO).
- G.E. Vaughan, majoor bij de Coldstream Guards; de kapiteins Theodore Oscar Purdon van het Leinster Regiment; T.H. Dixon en P.A. Blythe van het Manchester Regiment; Humphrey Dowson van het King's Royal Rifle Corps en Edward Hegarty van het Royal Irish Regiment en onderluitenant J.G.M. Henderson van de Rifle Brigade werden onderscheiden met het Military Cross (MC).
- de onderluitenants E.E. May en Harold Ernest Wheeler; de sergeanten J. Litherland en W.G. Blakemore en de soldaten J. Meston, F. Doolan en J. Robertson werden onderscheiden met de Distinguished Conduct Medal (DCM). Compagnie-kwartiermeester sergeant H. Favell ontving daarbij ook nog de Military Medal (DCM, MM).
- er zijn nog 20 militairen die de Military Medal ontvingen (MM).

### Minderjarige militairen
- de soldaten Charles H. Clarke, James Rathband, Eric W. Beeton, Geoffrey A. Pain en James Walters waren slechts 16 jaar toen zij sneuvelden.
- de korporaals John F. Goodban en William M. Lightbody, de soldaten C. Conway, W. Cook, Joseph Croft, F.A. Ditzel, H.J. Hood, T.W.D. Bonner, Leslie A. Sheffield en Bernard V. Wittingham waren slechts 17 jaar toen ze sneuvelden.

### Aliassen
- sergeant Thomas Morton Howarth diende onder het alias A.E. Westray bij het Cheshire Regiment.
- korporaal Albert Edward Sweetman diende onder het alias A.E. Jones bij de Duke of Cornwall's Light Infantry.
- korporaal Herbert Morgan Dockrell diende onder het alias H. Morgan bij de Duke of Cornwall's Light Infantry.
- schutter Mark J.T. Moss diende onder het alias T. Markmoss bij het London Regiment (Queen's Westminster Rifles).
- soldaat Frank Chapman diende onder het alias A. Page bij het East Surrey Regiment.